# Fernand Turcotte
Pour les articles homonymes, voir Turcotte.
Fernand Turcotte, mort le 16 mai 2020 à Montréal de la Covid-19,, est un médecin québécois. Spécialiste en santé publique, il s'est distingué notamment par sa lutte contre le tabagisme et les problèmes de santé liées à l'amiante.

## Honneurs
- 1998 : Médaille DeFries de l'Association canadienne de santé publique[4]
- 2007 : Professeur émérite de l'Université Laval[5]